# Erebegraafplaats

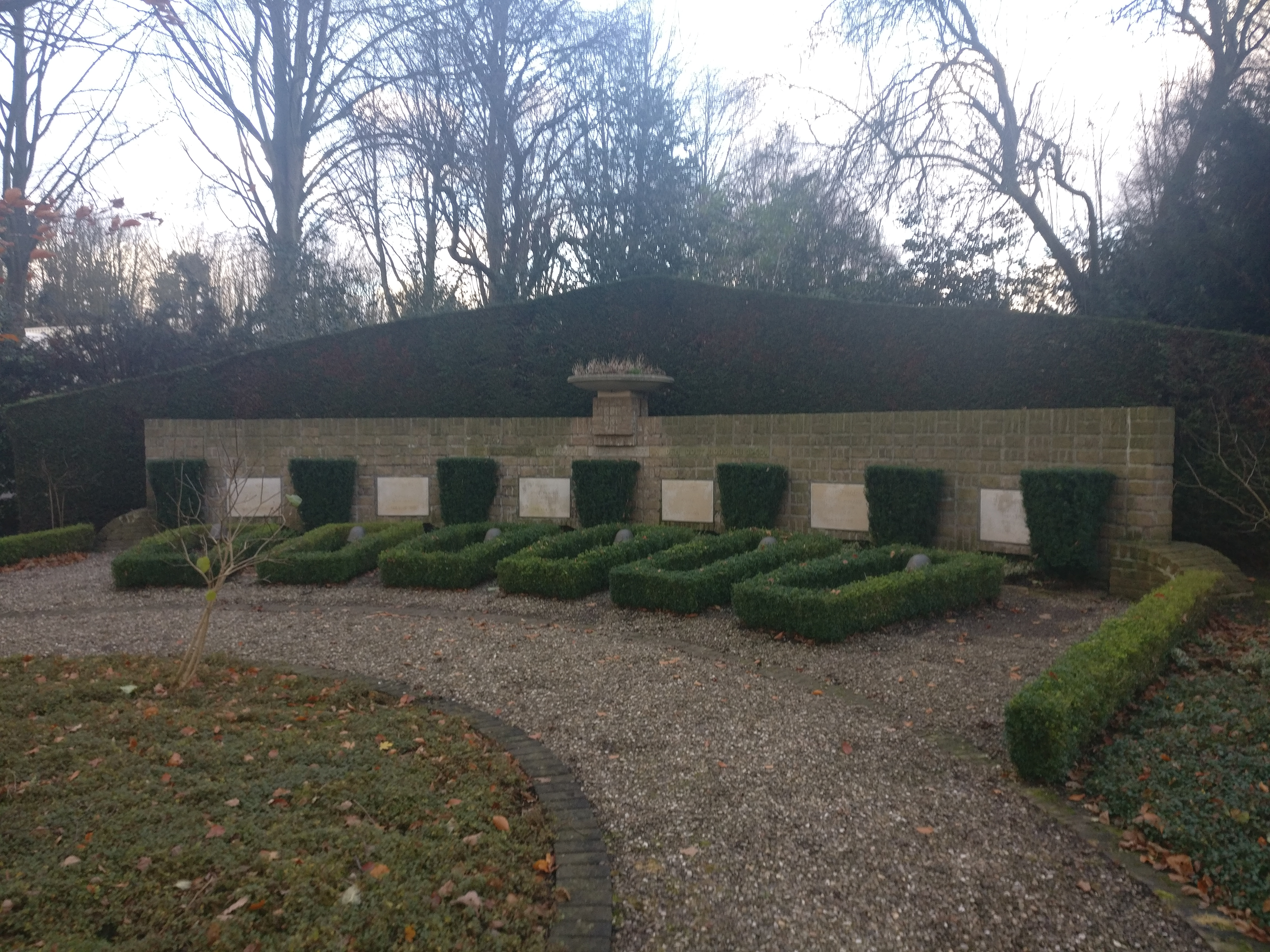
Erehof bij de Algemene Begraafplaats Hofwijk voor gevallen soldaten uit de Tweede Wereldoorlog

Een erebegraafplaats, soms ook wel ereveld of erehof genoemd, is een begraafplaats waar lichamen van overleden personen worden begraven die zijn gestorven voor hun vaderland of die zich op bijzondere wijze voor hun vaderland hebben ingezet.
Op een ereveld kunnen gesneuvelde militairen, verzetsmensen, dwangarbeiders, krijgsgevangenen, astronauten, politieagenten of leden van de brandweer begraven liggen. In sommige landen is het ook de plaats waar de president van het land en leden van het politieke bestuur van het land begraven worden.
Een militaire begraafplaats is een groot erehof voor militairen. 